# Якшявичюс, Альгирдас
Альгирдас Якшявичюс (лит. Algirdas Jakševičius; 25 марта 1908, Сидабравас Поневежского уезда — 30 мая 1941, Каунас) — литовский актёр, режиссёр театра, театральный педагог; брат писателя и журналиста Витаутаса Алантаса (собственно Витаутас Якшявичюс), муж актрисы Моники Миронайте.

## Биография
Родился в местечке Сидабравас Поневежского уезда. В 1932 году окончил актёрское училище при Государственном театре в Каунасе (был учеником актёра и режиссёра Андрюса Олеки-Жилинскаса). В 1933 году окончил Каунасскую художественную школу, где обучался скульптуре. 
В 1932—1940 годах (с перерывами) играл в Государственном театре, в 1933—1934 годах — в Театре молодых. В 1935—1937 годах стажировался в Театре имени Евгения Вахтангова в Москве, в театральной студии Андрюса Олеки-Жилинскаса в Нью-Йорке и студии в Нью-Йоркском университете. 
В 1937—1939 годах был руководителем студенческой театральной студии в Университете Витовта Великого в Каунасе. В студии преподавал по системе Станиславского, поставил три одноактных спектакля. 
В 1940—1941 годах преподавал систему актёрской игры в Вильнюсском университете, работал режиссёром Вильнюсского государственного театра, также режиссёром и художественным руководителем театра Вайдилы. 
К важнейшим ролям, созданным в театре, относятся: Збигнев Олесницкий в пьесе Балиса Сруоги «В тени великана», Фейгин в «Оливере Твисте» по Чарльзу Диккенсу (обе 1934), Геслера в «Вильгельме Телле» Фридриха Шиллера (1935), Ганефельда в «Перед заходом солнца» Герхарта Гауптмана (1939).
В 1938 году поставил в Государственном театре спектакль «Миллионы Марко» Юджина О’Нила.
Выступал в печати под псевдонимами Jorigis,  N. Lėnas со статьями на театральные темы. Перевёл на литовский язык книгу К. С. Станиславского «Работа актёра над собой» (перевод издан в 1940 году).